# Furt (Weg)

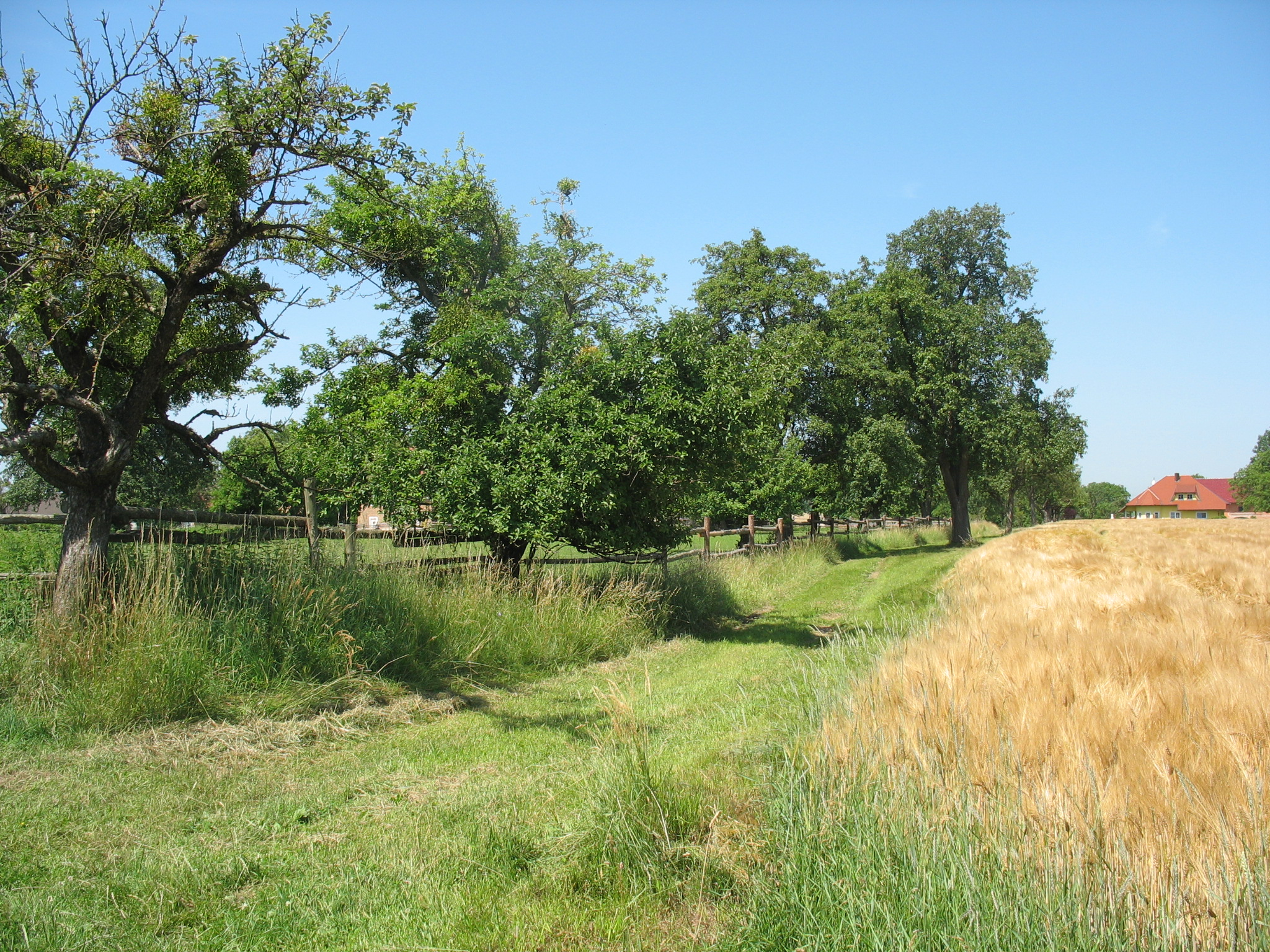
Unbefestigter öffentlicher Furt in Gemeindebesitz

Als Furt werden teilweise im ländlichen Raum Österreichs neben Stellen zur Durchquerung von Flüssen auch unbefestigte Fahrwege bezeichnet.

## Herkunft
Laut dem Deutschen Wörterbuch der Brüder Grimm ist eine Bedeutung von Furt auch „weg, bahn“, die schon im Mittelhochdeutschen, beispielsweise im Parzival erscheint.

„ër muoʒ sëlbe suochen furt

'hinderm ors ûfme grieʒe.“

Martin Luther gebrauchte diesen Begriff dann mehr bildlich: „denn dis leben im glauben ist ein zunemen und eingang oder furt gen himel in jenes leben.“ Sprichwörtlich kommt der Begriff als „neben der Furt gehn“ in der Bedeutung von „auf einem nebenweg, einem verbotenen weg, einem falschen weg gehn“ vor.

## Beschaffenheit
Solche Furten sind öffentliche Wege von lokaler Bedeutung, die sowohl zu Fuß als auch von geländegängigen, meist landwirtschaftlichen Fahrzeugen benutzt werden und öffentliches Gut in Gemeindebesitz sind. Die Erhaltung und Pflege solcher Wege erfolgt meist durch die landwirtschaftlichen Grundstücksnachbarn.